# 国際海上物品運送法
国際海上物品運送法（こくさいかいじょうぶっぴんうんそうほう、昭和32年6月13日法律第172号）は、国際海上物品運送（船舶による物品運送で船積港または陸揚港が本邦外にあるもの）における運送人およびその使用人の不法行為に基づく損害賠償責任に関する日本の法律である（第1条）。

## 概要
日本が「船荷証券に関するある規則の統一のための国際条約」（昭和32年条約第21号）を批准したことに伴い、「国際海上物品運送法」を制定して国際海上物品運送についての国内法として法整備を図ったものである。その後、日本では同条約の改正議定書（平成5年条約第3号）の批准にあわせて国際海上物品運送法も改正されている。